# Hữu tính luyến ái
Hữu tính luyến ái (tiếng Anh: Allosexuality, hoặc Zedsexuality) chỉ những người có hấp dẫn tình dục. Nói cách khác, đây là thuật ngữ để chỉ những ai không phải là người Vô tính hoặc có xu hướng tính dục thuộc phổ Vô tính. Một người Hữu tính có thể là người Dị tính, Đồng tính, Song tính, Toàn tính, hay Đa tính,...
Thuật ngữ này được tạo ra bởi cộng đồng người Vô tính như một cách để chỉ những ai không phải Vô tính, hệt như cách cộng đồng người chuyển giới tạo ra thuật ngữ người hợp giới vậy.